# Битва при Руво
Битва при Руво — сражение между французскими и испанскими войсками 22—23 февраля 1503 года в ходе Второй итальянской войны.

## Предыстория
Заключённый 11 ноября 1500 года Гранадский мир делил Неаполитанское королевство на испанскую (Апулия и Калабрия) и французскую (Кампания и Абруццо) части. В дальнейшем обе стороны конфликтовали из-за административных вопросов, что в итоге вылилось в приграничные стычки и вторую итальянскую войну.
Весть о мятеже жителей Кастеланеты при поддержке испанских солдат вынудило Луи д’Арманьяка с войском и частью гарнизона идти на помощь соотечественникам, доверив оборону города Жаку де ла Палис.

## Сражение
К концу 1502 — началу 1503 года испанские войска расположились лагерем у города Барлетта на реке Офанто. Прознав об отходе Луи д’Арманьяка и небольшом гарнизоне, Гонсало решил атаковать стратегически важный Руво. Для этого он выдвинулся ночью 22 февраля, взяв с собой четыре пушки и семь фальконетов.
Штурм начался утром с обстрела городских стен, через четыре часа позволивший пробить брешь в городской стене. После этого начался рукопашный бой, длившийся семь часов, пока командир гарнизона не был ранен и пленён. Разъярённые упорством защитников, испанцы разграбили город.
Испанцы вскоре возвратились в Барлетту вместе с найденными после боя 1000 лошадьми, подступивший к Руво Луи д’Арманьяк был вынужден пройти мимо удерживавшегося противником города.